# Julie Buchet
Julie Buchet, née le 15 août 1847 à Bourges et morte le 19 juin 1921 au Noyer, est une peintre française.

## Biographie

### Famille
Julie Marie Clémence Lainé est la fille de Julie Cacadier et de Julien Lainé, propriétaire.
Elle épouse en 1868 à Bourges Jacques Adrien Buchet (1837-1816), contrôleur des contributions directes.

### Formation
Julie Buchet arrive dans la capitale pour étudier la peinture, elle est élève de Jean-Léon Gérôme et de Léon Bonnat

### Carrière artistique
Restauratrice au musée du Louvre, elle devient en 1881 membre de l’Union des femmes peintres et sculpteurs.
En 1885, elle réalise une Vue de la salle de la Vénus de Milo au Louvre.
En 1892, l'État acquiert sa toile, Chrysanthèmes, (aujourd’hui au musée d’Orsay).
Sur l’invitation de Sarah Tyson Hallowell, organisatrice de salons artistiques, elle fait partie de la délégation des femmes françaises artistes présentées à l’Exposition universelle de Chicago en 1893, regroupées dans le Women's Building,.
Elle se retire ensuite avec son mari au Noyer près de Bourges, où elle exerce son art jusqu'à la fin de sa vie.
Elle meurt le 19 juin 1921 à l'âge de 73 ans.

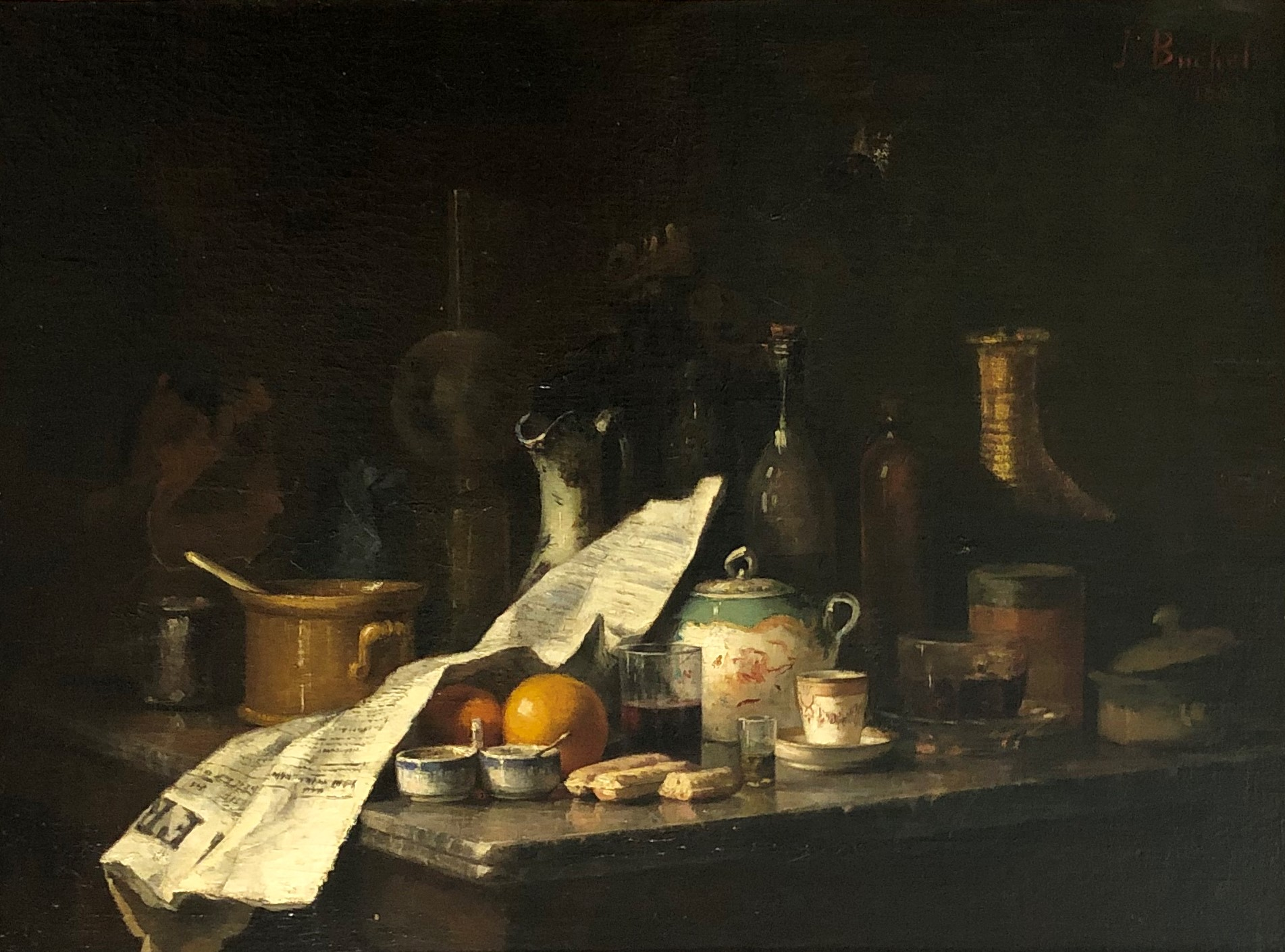
Nature morte sur un entablement au sucrier en porcelaine Minton, bouteilles, journal, fruits et boudoirs, 1883
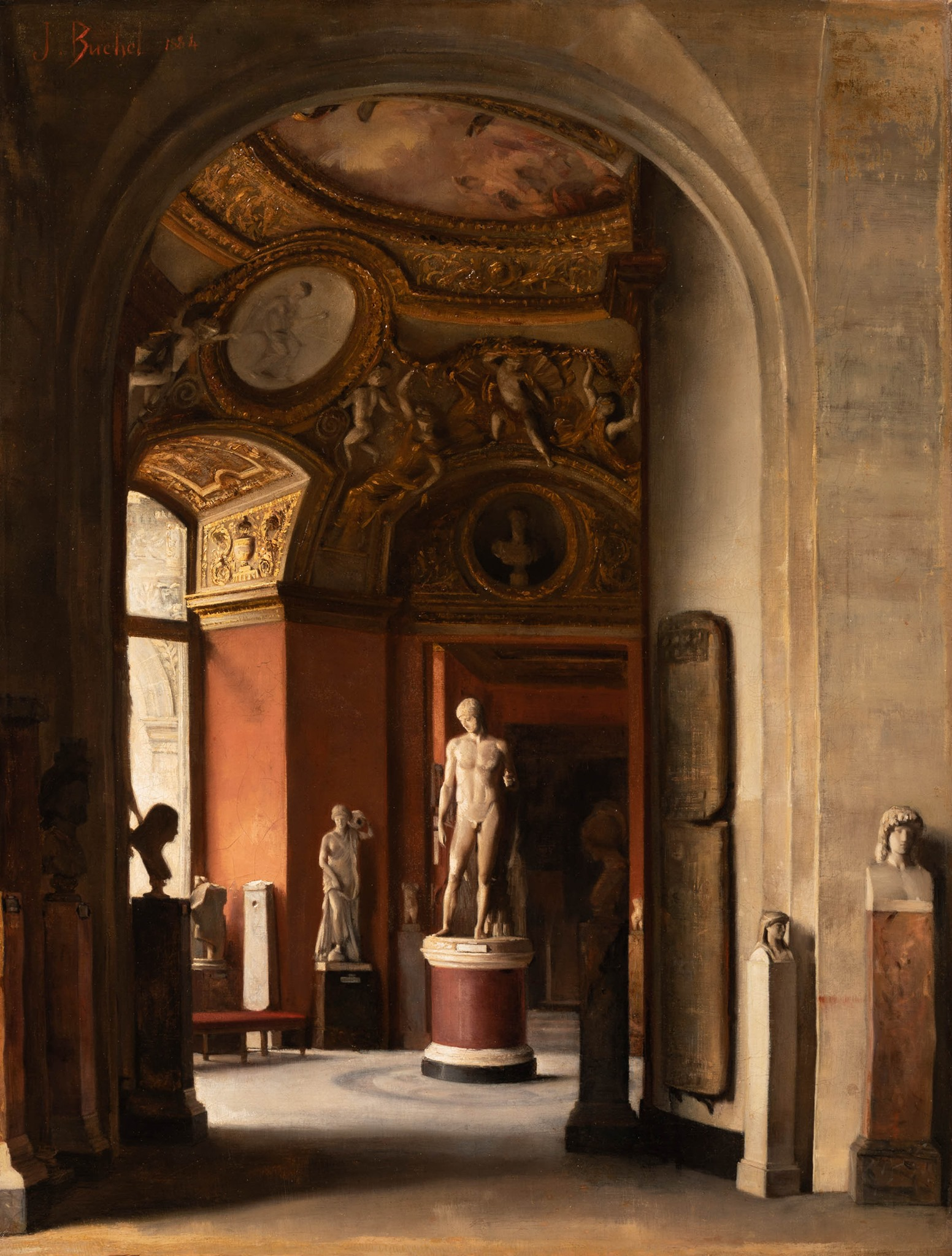
Vue de la Rotonde de Mars au musée du Louvre, 1884
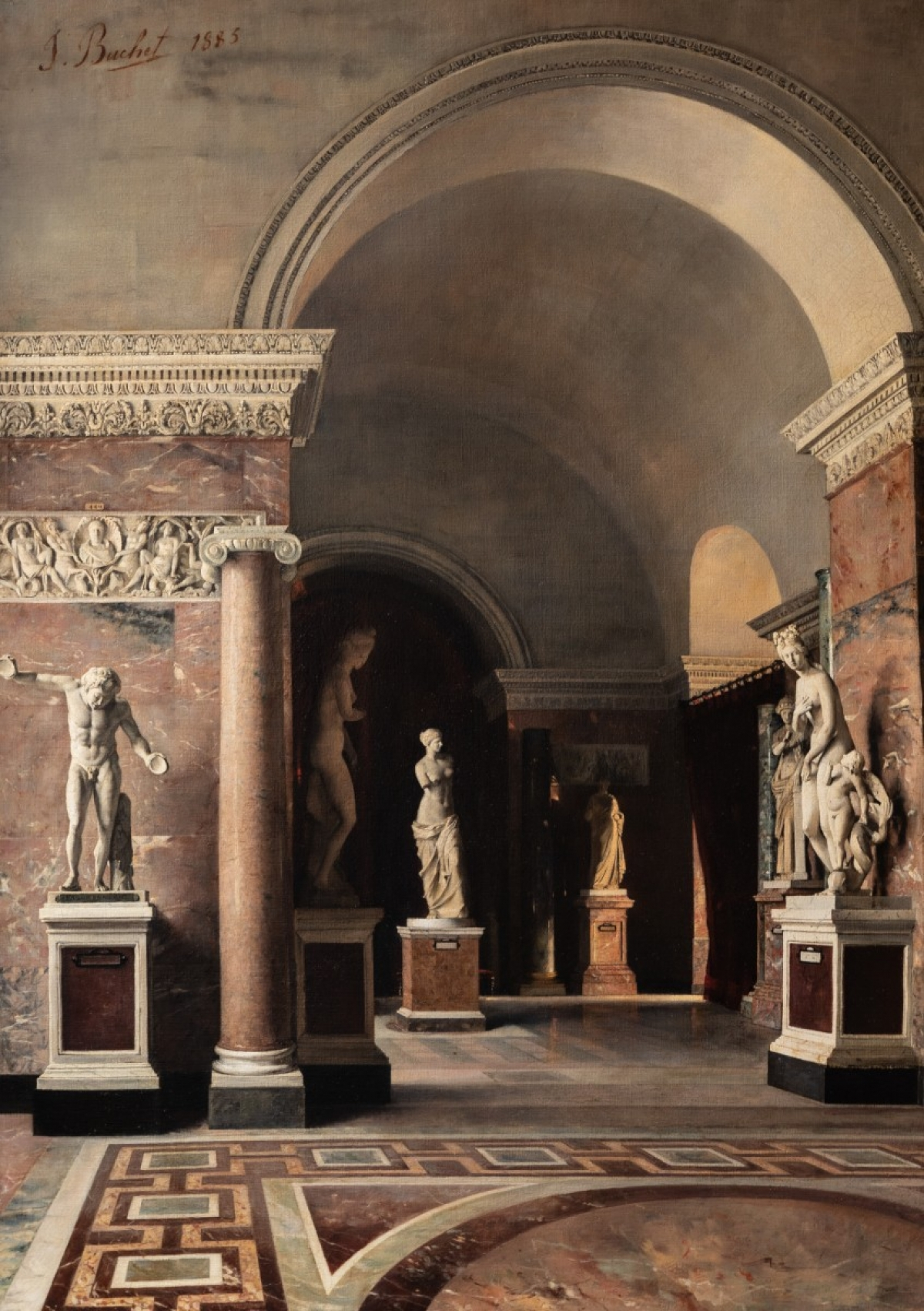
Galerie dite de la Vénus de Milo, au Musée du Louvre, 1885
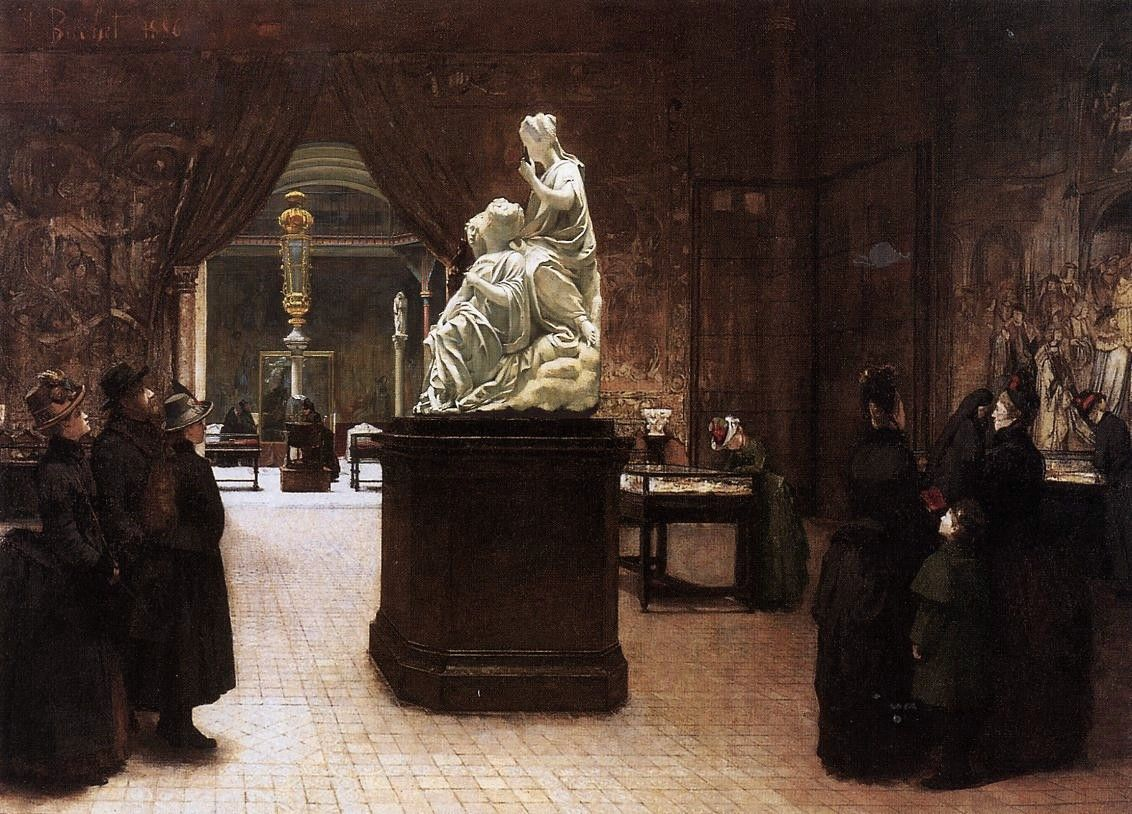
Une visite au musée, 1886